# История шестинедельной поездки
«История шестинедельной поездки по некоторым областям Франции, Швейцарии, Германии и Голландии» (англ. History of a Six Weeks' Tour through a part of France, Switzerland, Germany, and Holland; with Letters Descriptive of a Sail Round the Lake of Geneva and of the Glaciers of Chamouni) — путевой очерк английских романтиков Мэри Шелли и Перси Биша Шелли, oпубликованый в 1817 году. 
В книге описываются две поездки, предпринятые будущими супругами Шелли и сводной сестрой Марии, Клэр Клермонт: один по Европе в 1814 году, и другой на Женевское озеро в 1816 году. Очерк разделён на три части, включающие дневник, четыре письма о красотах Альп и стихотворение Шелли «Монблан». Помимо стихотворения, весь текст был составлен или по крайней мере отредактирован Мэри Шелли. В 1840 году она пересмотрела дневник и письма для нового издания сочинений покойного супруга.
«История шестинедельной поездки» может служить примером жанра путевого очерка, получившего популярность в эпоху романтизма. Книга полна непосредственности и энтузиазма. Авторы подчёркивают утончённость своих вкусов, отличных от господствующих. Книга не имела коммерческого успеха, но была встречена благосклонными отзывами критиков. В 1843 году, предлагая другой путевой очерк издателю, Мэри Шелли утверждала, что «История шестинедельной поездки» принесла ей «много комплиментов».

## Издания на русском языке
- Шелли. Письма. Статьи. Фрагменты. (Серия «Литературные памятники»). М., Наука, 1973. 534 с. Тираж 25 000 экз.